# Parag Pathak
Parag A. Pathak (nacido en 1980) es profesor de economía en el Instituto de Tecnología de Massachusetts y está afiliado al Buró Nacional de Investigación Económica, donde cofundó y dirige el grupo de trabajo sobre diseño de mercado.

## Biografía
Sus padres emigraron a Estados Unidos desde Katmandú, Nepal. Se educó en la Universidad de Harvard, donde recibió una licenciatura y una maestría en Matemáticas Aplicadas (summa cum laude) y un doctorado en Economía Empresarial en 2007 con el apoyo de las Becas Paul & Daisy Soros para Nuevos Estadounidenses.
De 2002 a 2003 se desempeñó como investigador visitante en la Universidad de Toulouse, donde estudió con Jean Tirole, ganador del Premio Nobel de Ciencias Económicas en 2014. Pathak se desempeñó como Junior Fellow en la Harvard Society of Fellows.
Se unió a la facultad del Instituto de Tecnología de Massachusetts (MIT) en 2008 y fue elegido titular dos años más tarde en 2010 a la edad de 30 años. En MIT, cofundó y se desempeña como Director de la Iniciativa de Efectividad y Desigualdad Escolar, un grupo de economistas que estudian la economía de la educación y las conexiones entre el capital humano y la distribución del ingreso estadounidense.
Pathak es un Alfred P. Sloan Fellow y recibió una carrera presidencial temprana para científicos e ingenieros en 2012 por la Oficina de Política Científica y Tecnológica de la Casa Blanca.
En 2012, fue seleccionado para dar la Conferencia Shapley, una conferencia en honor a Lloyd Shapley impartida por un distinguido teórico de juegos de 40 años o menos en el 4º Congreso Mundial de la Sociedad de Teoría de Juegos.
En 2018 fue nombrado uno de los ocho mejores economistas jóvenes de la década por The Economist y recibió la medalla John Bates Clark, por su trabajo que combina el conocimiento institucional, la sofisticación teórica y el análisis empírico cuidadoso para proporcionar conocimientos que son de valor inmediato para importantes cuestiones de política pública.